# Meridianbet
Meridianbet is een van oorsprong Maltese aanbieder van sportweddenschappen die actief is in meer dan 18 landen in Europa, Afrika en Latijns-Amerika.

## Geschiedenis
Meridianbet werd opgericht in 2001, als dochteronderneming van Meridian Gaming Ltd, geregistreerd in Malta. Het bedrijf biedt haar producten aan in 18 landen in Europa, Afrika en Latijns-Amerika.
Naast sportweddenschappen biedt het bedrijf ook weddenschappen aan op e-sports. In Oost-Europa staat Meridianbet bekend om hun fysieke wedkantoren, in tegenstelling tot hun voornamelijk online aanwezigheid in andere landen. In België biedt het bedrijf enkel online sportweddenschappen aan met een officiële vergunning van de Kansspelcommissie.
In maart 2020 ging Meridianbet een partnerschap aan met BetGames.tv, een grote speler in de iGaming sector (weddenschappen op esports).3 Zo werd de inhoud van BetGames gedeeld op de online platformen van Meridianbet.
In mei 2020, kondigde Meridianbet officieel aan dat het een samenwerkingsverband aanging met Playtech, de wereldwijde marktleider in online casinospellen. Hierdoor kunnen spelers op Meridianbet ook gebruik maken van de spellen van Playtech. Hierdoor kregen spelers op Meridianbet ook de bekende spellen van Playtech in de aanbieding.

## Liefdadigheid
Tijdens de wereldwijde COVID-19-pandemie in 2020 kondigde Meridianbet aan een steentje bij te dragen aan gastland Malta en de Balkanregio om de financiële gevolgen van de crisis te verzachten.  Het bedrijf hielp onder meer met het doneren van geld en het aanschaffen van medisch materiaal.